# Bracon unipunctatus
Bracon unipunctatus är en stekelart som beskrevs av Gaspard Auguste Brullé 1846. Bracon unipunctatus ingår i släktet Bracon och familjen bracksteklar. Inga underarter finns listade.